# 2 Days & 1 Night
2 Days & 1 Night (en hangul, 1박 2일; en hanja, 一泊二日; romanización revisada, Ilbak Iil); también conocido como 1 Night 2 Days y abreviada como 1N2D) es un espectáculo de variedades de Corea del Sur estrenado el 5 de agosto de 2007 hasta ahora por KBS2.
En marzo del 2017 el programa celebró sus 10 años al aire durante los episodios 486-488.
En agosto del 2019 la KBS anunció que el programa tendría una nueva temporada, la cual se espera sea estrenada en diciembre del mismo año.

## Formato
El concepto principal del programa es recomendar, de manera divertida, varios lugares de interés que los espectadores pueden visitar en Corea del Sur. Los miembros viajan por toda Corea del Sur, incluyendo a las islas cercanas a sus costas y mientras lo hacen, realizan varias misiones cerca de la hora de la comida o punto del día, para ganar recompensas (como alimentos de la región) y evitar castigos (como mojarse).

## Miembros
Durante la primera temporada del programa contó con los miembros Kang Ho-dong, Lee Soo-geun, Kim Jong-min, Eun Ji-won, Lee Seung-gi, Noh Hong-chul, Ji Sang-ryul y la mascota Sanggeun. Con el transcurso del tiempo, varios miembros del programa se han ido y otros se han unido.
Durante la segunda temporada Lee Soo-geun, Kim Jong-min, y Uhm Tae-woong se mantuvieron y a ellos se les unieron Kim Seung-woo, Cha Tae-hyun, Sung Si-kyung y Joo Won, más tarde en marzo del 2013 Kim Seung-woo decidió dejar el programa para enfocarse nuevamente en su carrera como actor y fue reemplazado por Yoo Hae-jin.
Durante la tercera temporada Cha Tae-hyun y Kim Jong-min regresaron y a ellos se les unieron los nuevos miembros Kim Joon-ho, Kim Joo-hyuk, Jung Joon-young y Defconn. En noviembre del 2015 Joo-hyuk dejó el programa, por lo que fue reemplazado por Yoon Shi-yoon.

### Miembros actuales
| Artista        | Apodos | Color | Episodios           |
| -------------- | --- | ----- | ------------------- |
| Kim Jong-min   | Wish Vending Machine (소원판매기) Brains (브레인) a.k.a. The New Ace Kim Ssi (김씨) Senior Kim (김선배) Expression Kim (김감탄) Third Member of the 3G team, a.k.a. 3G (쓰리쥐) Excited Idiot / Cheerfool (신바) First Member of the Three Rocks (이3돌) Kim Ramen (김종면) Half of Idiot Alliance (등信동맹) Grand Award Kim (김대상) | Cian  | 2007, 2009-presente |
| Yeon Jung-hoon | | -     | 2019-presente       |
| DinDin         | | -     | 2019-presente       |
| Ravi           | | -     | 2019-presente       |
| Moon Se-yoon   | | -     | 2019-presente       |
| Na In-woo      | | -     | 2022-presente       |

### Antiguos miembros
| Artista         | Apodos | Color           | Episodios             |
| --------------- | --- | --------------- | --------------------- |
| Cha Tae-hyun    | Can't be Bothered Cha (차귀찮) I'm Ruined (망했어요) Icon of Misfortune (불운의 아이콘) MC Easy (MC 헤퍼) Half of Pinky Alliance (새끼동맹) Laughing Monster (깔깔몬) | Beige           | 2012-2019             |
| Kim Joon-ho     | Second member of the 3G team, a.k.a. 3G (쓰리쥐) Mr. Devious (얍쓰) Kim Exposure (김노출) Kim Pro (김프로) Minus Hands (마이너스의 손) Mr. CEO (CEO 님) Baby Fairy (아기 천사) Half of Idiot Alliance (등信동맹) Half of Pinky Alliance (새끼동맹) Destructive Monster (파괴몬) EXO Hyung (엑소 형) | Naranja         | 2013-2019             |
| Defconn         | Concerned Pig (근심 돼지) Otaku (오타쿠) Defconn Panda (프콘 판다) National Pig (국민 돼지) Second member of the Three Rocks (이3돌) Rockconn (돌프콘) Solo Monster (솔로몬) Doblin (먹깨비) | Amarillo        | 2013-2019             |
| Yoon Shi-yoon   | Dong-Gu (동구) Pushover / Fool (호구) Bong Gu (봉구) Third member of the Three Rocks (이3돌) Dol-Gu (돌구) Runner (달리기) Love Monster (러브몬) Clumsy Dong-Gu (삑구) | Verde Mar Claro | 2016-2019             |
| Lee Yong-jin    | | -               | 2019                  |
| Jung Joon-young | Icon of Luckiness (행운의 아이콘) Power Blogger (파워블로거) Lucky Weirdo (행4) Foreigner (외국인) Genius Jung (지니어스 정) | Verde Manzana   | 2013-2019             |
| Kim Joo-hyuk    | National Yeong-Gu (국민 영구) First member of the 3G team, a.k.a. 1G (원쥐) | Rojo            | 2013-2015, 2016, 2017 |
| Kang Ho-dong    | Pig (돼지) Rockhead (짱돌) Kang Rockhead (강짱돌) Janggiyeppff (장기예프) Kang Pacino (강파치노) Pants are too small (바지가 작다) Give me some pants (바지 좀 주-세요) Siberian Wild Male Tiger (시베리아 야생 수컷 호랑이) Master of Negotiations (협상의 달인) Author of the Book of Entertainment (예능의 정석) Papa Bear (아빠곰) Pig Slide (돼지 슬라이드) Ok Pig (옥돼지) Six Bag Kang Ho-Dong (육봉 강호동) | Rojo            | 2007-2011             |
| Lee Soo-geun    | Nation's hard worker (국민일꾼) Jang Trouble-Ta (장트라블타) Lee Soo-Ja (이수자) Driver Soo-Geun (운전수근) Kim Soo-Geun (김수근) 160 The King Cheater (반칙왕) Liar Soo-Geun (뻥수근) | Gris            | 2007-2013             |
| Eun Ji-won      | Eun Elementary (은초딩) Eun Dooly (은둘리) IQ 160 Genius (IQ160천재서퍼) Ilseop (일섭이) Genius Won (지니어스 원) 은갈치 Curse of Ark Shells (꼬막의 저주) Captain Eun (은대장) Baby Bear (아기곰) Eun Ji-One (은지 1) | Naranja         | 2007-2012             |
| Lee Seung-gi    | Helpless (허당) Emperor (황제) Young Emperor (젊은황제) Promotional Seung Gi (홍보승기) Actor Lee (이배우) Samseop (삼섭) Ddaeng-chil's Father (땡칠이 아빠) Insane Chef (막장요리사 or 막장셰프) Kim Jong-min Junior (김종민 주니어) Clock boy (시계소년) | Verde Océano    | 2007-2012             |
| Uhm Tae-woong   | Uhm Force (엄포스) Uhm PD (엄피디) | Amarillo        | 2011-2013             |
| Kim Seon-ho     | | -               | 2019-2021             |
| MC Mong         | Wild Monkey (야생원숭이) MBC Mong (MBC몽) Mung-ee (멍이) Mong Geum-Ee (Mong Jang-geum) (몽금이(몽장금)) Yiseop (이섭) Moron (멍충이) Fart (똥파리) MC Blank (MC멍~) | Café            | 2007-2010             |
| Kim C           | Master (달인) Gandhi (간디) Casanova (카사노바) Kim Penn (김펜) Bruce Kim (김소룡) Mr. Kim C (김C님) | Verde Lima      | 2007-2010             |
| Joo Won         | Bridal Mask (각시탈) Joo-Rodin (주로댕) | Rosa Fuerte     | 2010-2013             |
| Kim Seung-woo   | Disruptive Kim (김나댐) | Rojo            | 2012-2013             |
| Sung Si-kyung   | The Giant (거인) Lawyer Sung (성변호사) King Sung (성왕의) Chef Sung (성셰프) Idiot Sung (성충이) | Verde Océano    | 2012-2013             |
| Yoo Hae-jin     | - | Rojo            | 2013                  |
| Ji Sang-ryeol   | - | Verde           | -                     |
| Noh Hong-chul   | - | Amarillo        | -                     |

### Artistas invitados
El programa ha tenido a varios artistas del espectáculo como invitados en varios episodios. (Para ver la lista completa de invitados ir a Elenco de 2 Days & 1 Night.)
| Nombre           | Ocupación                               | No. de Episodios | Episodios donde apareció        | Duración         |
| ---------------- | --------------------------------------- | ---------------- | ------------------------------- | ---------------- |
| Lim Ju-hwan      | Actor                                   | -                | 546 - 548                       | 2018             |
| Jo Bo-ah         | Actriz                                  | -                | -                               | 2018             |
| Lee Jong-hyun    | Cantante                                | -                | 483                             | 2017             |
| Roy Kim          | Cantautor                               | 7                | 361 - 363, 486 - 488            | 2014, 2017       |
| Akdong Musician  | Grupo Musical                           | 3                | 486 - 488                       | 2017             |
| Park Seo-joon    | Actor                                   | -                | 475 - 476                       | 2016             |
| Park Hyung-sik   | Actor / Miembro de ZE:A                 | -                | 475 - 476                       | 2016             |
| Minho            | Actor / Miembro de Shinee               | -                | 475 - 476                       | 2016             |
| Park Bo-gum      | Actor                                   | -                | 424, 457 - 460, 473, 517        | 2015, 2016       |
| Han Hyo-joo      | Actriz                                  | 3                | 439 - 441, 517                  | 2016             |
| Lee Chun-soo     | exfutbolista                            | -                | 448 - 450                       | 2016             |
| Choi Byung-chul  | Atleta Olímpico (esgrima)               | -                | 280 - 281, 455 - 457            | 2013, 2016       |
| Lee Young-pyo    | exfutbolista                            | -                | 455 - 457                       | 2016             |
| Yeo Hong-chul    | Atleta Olímpico (gimnasta)              | -                | 455 - 457                       | 2016             |
| Ha Tae-kwon      | Jugador de Bádminton                    | -                | 455 - 457                       | 2016             |
| Twice            | Grupo Musical                           | -                | 457                             | 2016             |
| Park Bo-young    | Actriz                                  | -                | 397 - 399, 517                  | 2015             |
| Henry Lau        | Cantante / Miembro de Super Junior-M    | -                | 412 - 414                       | 2015             |
| Seolhyun         | Cantante / Miembro de AOA               | -                | 349, 417                        | 2014, 2015       |
| Infinite         | Grupo Musical                           | -                | 405 - 407                       | 2015             |
| Beast            | Grupo Musical                           | -                | 205 - 206, 405 - 407            | 2011, 2015       |
| A Pink           | Grupo Musical                           | -                | 314, 371, 405 - 407             | 2013, 2014, 2015 |
| John Park        | Cantante                                | -                | 412 - 414                       | 2015             |
| Park Joon-hyung  | Cantante                                | -                | 386 - 387, 412 - 414            | 2015             |
| Sam Hammington   | Comediante                              | -                | 388 - 390                       | 2015             |
| Raymon Kim       | Chef                                    | -                | 369 - 370, 377 - 379, 388 - 390 | 2014, 2015       |
| Kang Leo         | Chef                                    | -                | 388 - 390                       | 2015             |
| Eun Ji-won       | Rapero / Miembro de SechsKies           | -                | 344, 518                        | 2014, 2017       |
| Rain             | Cantante                                | -                | 328 - 329                       | 2014             |
| Bora             | Cantante / Miembro de Sistar            | -                | 252, 298 - 299, 351             | 2012, 2013, 2014 |
| Sistar           | Grupo Musical                           | -                | 351                             | 2014             |
| Jo In-sung       | Actor                                   | -                | 361 - 363                       | 2014             |
| Park Shin-hye    | Actriz                                  | -                | 334                             | 2014             |
| Jimin            | Cantante / Miembro de AOA               | -                | 349                             | 2014             |
| Choa             | Cantante / Miembro de AOA               | -                | 349                             | 2014             |
| Yoona            | Cantante / Miembro de Girls' Generation | -                | 441 - 442                       | 2013             |
| Hyuna            | Cantante / ex-Miembro de 4minute        | -                | 324                             | 2013             |
| Suzy             | Actriz / Miembro de Miss A              | -                | 322                             | 2013             |
| 4minute          | Grupo Musical                           | -                | 298                             | 2013             |
| Hwang Kyung-Seon | Atleta Olímpica (taekwondo)             | -                | 280 - 281                       | 2013             |
| Jang Mi-ran      | Atleta Olímpica (levantadora de pesas)  | -                | 280 - 281                       | 2013             |
| Lee Dong-gook    | Futbolista                              | -                | 224 - 226                       | 2012             |
| Lee Keun-ho      | Futbolista                              | -                | 224 - 226                       | 2012             |
| Jun Hyun-moo     | Presentador                             | -                | 205                             | 2011             |
| Baek Ji-young    | Cantante                                | -                | 80 - 81, 130, 205               | 2009, 2010, 2011 |
| Park Chan-ho     | Beisbolista                             | -                | 73 - 75, 123, 205               | 2008, 2010, 2011 |
| Ahn Kil-kang     | Actor                                   | -                | 196 - 197                       | 2011             |
| Jo Sung-ha       | Actor                                   | -                | 196 - 197                       | 2011             |
| Choi Ji-woo      | Actriz                                  | -                | 193 - 195                       | 2011             |
| Ahn Jae-hyung    | exjugador de Tenis                      | -                | 54                              | 2008             |
| Kim Dong-moon    | Jugador de Bádminton                    | -                | 54                              | 2008             |

## Episodios
La filmación de cada nuevo viaje se hace generalmente 2 semanas antes de su emisión. Los episodios son transmitidos con subtítulos en inglés, tanto en las repeticiones de sus episodios como en los episodios de su canal oficial de YouTube.
- La primera temporada, la cual terminó el 25 de febrero del 2012 estuvo conformada por 231 episodios.
- La segunda temporada comenzó el 4 de marzo Del 2012 y finalizó el 15 de diciembre del 2013 y estuvo conformada por 89 episodios.
- La tercera temporada inició el 22 de diciembre del 2013 y hasta el 10 de marzo del 2019 emitiendo 304 episodios.
- La cuarta temporada iniciará el 8 de diciembre del 2019 y será emitida todos los sábados a las 6:30 (KST).[65][66]

### Contenido
- Bok-bul-bok Game:
  - Bok-bul-bok marathon:
  - Autumn reading competition:
- Indoor, Outdoor and "Out-outdoor" Sleeping:
- Wake-up song:
  - Wake-up mission:
- Severe Summer and Winter Camp Training:
- Freestyle Trips:
- Challenging the Production Team:
- Viewer Specials:

### Especiales
Durante los episodios 486-488 transmitidos entre el 5, 12 y 19 de marzo del 2017 el programa celebró sus 10 años al aire, dándole a sus miembros la misión de crear un OST para su aniversario, los cuales llamaron: "Remember Each Member", "Day Off" y "Kkanaricano". Con la ayuda de varios músicos, los miembros tuvieron éxito en la misión.
El programa emitió un episodio especial en honor al actor Kim Joo-hyuk, quien fue parte del elenco y quien falleció en un accidente de tránsito el 30 de octubre del 2017 en Gwangjin-gu, Corea del Sur a la edad de 45 años.

### Emisión
El programa se emite una vez a la semana a las 6:25pm KST, los cuales duran aproximadamente 1 hora con 40 minutos (100 minutos).

## Premios y nominaciones
El programa ha recibido más de 42 premios y/o nominaciones.
| Año  | Categoría                                       | Premio                                     | Nominado (a)                                                         | Resultado | Ref.          |
| ---- | ----------------------------------------------- | ------------------------------------------ | -------------------------------------------------------------------- | --------- | ------------- |
| 2021 | Daesang (Grand Prize)                           | KBS Entertainment Awards                   | Moon Se-yoon                                                         | Ganador   | [ 70 ]        |
| 2021 | Rookie Award for Show & Variety'                | KBS Entertainment Award                    | Ravi                                                                 | Ganador   | [ 70 ]        |
| 2021 | Viewers’ Choice for Best Program                | KBS Entertainment Award                    | 2 Days & 1 Night Season 4                                            | Ganador   | [ 70 ]        |
| 2021 | Excellence in Show & Variety                    | KBS Entertainment Award                    | Yeon Jung-hoon                                                       | Ganador   | [ 71 ]        |
| 2021 | TV Writer Award                                 | KBS Entertainment Award                    | Noh Jin-young                                                        | Ganador   |               |
| 2021 | Best Reality/Variety                            | 48th Korean Broadcasting Award             | 2 Days & 1 Night                                                     | Nominado  | [ 72 ]        |
| 2021 | Weekend Variety Show                            | Brand Customer Loyalty Award               | 2 Days & 1 Night Season 4                                            | Ganó      | [ 73 ] [ 74 ] |
| 2020 | Top Excellence in Variety                       | 2020 KBS Entertainment Award               | Moon Se-yoon                                                         | Ganó      | [ 75 ]        |
| 2020 | Excellence in Show & Variety                    | 2020 KBS Entertainment Award               | DinDin                                                               | Ganó      |               |
| 2020 | Best Entertainer in Show & Variety              | 2020 KBS Entertainment Award               | Yeon Jung-hoon                                                       | Ganó      |               |
| 2020 | Rookie Award for Show & Variety                 | 2020 KBS Entertainment Award               | Kim Seon-ho                                                          | Ganó      |               |
| 2020 | Viewers’ Choice for Best Program                | 2020 KBS Entertainment Award               | 2 Days & 1 Night Season 4                                            | Ganó      |               |
| 2020 | Best Variety Performer – Male                   | 56th Baeksang Arts Award                   | Moon Se-yoon                                                         | Nominado  |               |
| 2017 | Best Variety Performer – Male                   | Paeksang Arts Award                        | Kim Jong-min                                                         | Nominado  |               |
| 2016 | Rookie Award in a Variety Show                  | 15th KBS Entertainment Award               | Yoon Shi-yoon                                                        | Ganó      | [ 76 ]        |
| 2016 | Best Screenwriter Award                         | 15th KBS Entertainment Award               | Jung Sun-young                                                       | Ganó      |               |
| 2016 | Viewers' Choice Best Program                    | 15th KBS Entertainment Award               | 2 Days & 1 Night Season 3                                            | Ganó      |               |
| 2016 | Grand Prize (Daesang)                           | 15th KBS Entertainment Award               | Kim Jong-min                                                         | Ganó      | [ 77 ]        |
| 2016 | Best Variety Show                               | 43rd Korean Broadcasting Grand Prize Award | 2 Days & 1 Night Season 3                                            | Ganó      |               |
| 2015 | Viewers' Choice Best Program                    | 14th KBS Entertainment Award               | 2 Days & 1 Night Season 3                                            | Ganó      |               |
| 2015 | High Excellence Award – Variety Category        | 14th KBS Entertainment Award               | Kim Jong-min                                                         | Ganó      |               |
| 2015 | Best Screenwriter Award                         | 14th KBS Entertainment Award               | Kim Joo-hyuk                                                         | Ganó      |               |
| 2015 | Daesang (Grand Prize)                           | KBS Entertainment Award                    | Cha Tae-hyun                                                         | Nominado  |               |
| 2014 | Male Excellence Award in a Variety Show         | 13th KBS Entertainment Award               | Defconn                                                              | Ganó      |               |
| 2014 | Top Entertainer Award in a Variety Show         | 13th KBS Entertainment Award               | Jung Joon-young                                                      | Ganó      |               |
| 2014 | Best Newcomer Award in a Variety Show           | 13th KBS Entertainment Award               | Kim Joo-hyuk                                                         | Ganó      |               |
| 2014 | Top Excellence Award for Variety Show           | 13th KBS Entertainment Award               | Kim Jong-min                                                         | Nominado  |               |
| 2014 | Daesang (Grand Prize)                           | KBS Entertainment Award                    | Cha Tae-hyun                                                         | Nominado  |               |
| 2013 | Male Top Excellence Award                       | 12th KBS Entertainment Award               | Cha Tae-hyun                                                         | Ganó      |               |
| 2013 | Grand Prize (Daesang)                           | 12th KBS Entertainment Award               | Kim Jun-ho                                                           | Ganó      |               |
| 2012 | Best Newcomer in a Variety Show                 | KBS Entertainment Award                    | Joo Won                                                              | Ganó      |               |
| 2012 | Top Entertainer Award                           | 11th KBS Entertainment Award               | Cha Tae-hyun                                                         | Ganó      |               |
| 2012 | Top Excellence Award, Male MC in a Variety Show | 11th KBS Entertainment Award               | Kim Seung-woo                                                        | Ganó      |               |
| 2012 | Best Variety Show Writer                        | 11th KBS Entertainment Award               | Choi Jae-yeong                                                       | Ganó      |               |
| 2011 | Grand Prize (Daesang)                           | 10th KBS Entertainment Award               | Lee Soo-geun, Lee Seung-gi, Eun Ji-won, Kim Jong-min y Uhm Tae-woong | Ganaron   |               |
| 2011 | Top Entertainer Award                           | 10th KBS Entertainment Award               | Uhm Tae-woong                                                        | Ganó      |               |
| 2011 | Best Entertainment TV Program                   | 38th Korea Broadcasting Award              | 2 Days & 1 Night Season 1                                            | Ganó      |               |
| 2010 | Top Excellence Award, Male MC in a Variety Show | 9th KBS Entertainment Award                | Lee Seung-gi                                                         | Ganó      |               |
| 2010 | Excellence Award, Male MC in a Variety Show     | 9th KBS Entertainment Award                | Lee Soo-geun                                                         | Ganó      |               |
| 2010 | Top Entertainer Award                           | 9th KBS Entertainment Award                | Eun Ji-won                                                           | Ganó      |               |
| 2010 | Merit Division                                  | Korea Tourism Award                        | 2 Days & 1 Night Season 1                                            | Ganó      |               |
| 2010 | Appreciation Plaque                             | Ministry of Culture, Sports and Tourism    | 2 Days & 1 Night Season 1                                            | Ganó      |               |
| 2010 | Viewer's Choice Program                         | 9th KBS Entertainment Award                | Happy Sunday                                                         | Ganó      |               |
| 2009 | Grand Prize (Daesang)                           | 8th KBS Entertainment Award                | Kang Ho-dong                                                         | Ganó      |               |
| 2009 | Excellence Award, Male MC in a Variety Show     | 8th KBS Entertainment Award                | Lee Soo-geun                                                         | Ganó      |               |
| 2009 | Best Variety Show                               | 21st Korean PD Awards                      | 2 Days & 1 Night Season 1                                            | Ganó      |               |
| 2009 | Best Produced Program                           | 10th Korean Broadcasters' Award            | 2 Days & 1 Night Season 1                                            | Ganó      |               |
| 2009 | Viewer's Choice Program                         | 8th KBS Entertainment Award                | Happy Sunday                                                         | Ganó      |               |
| 2008 | Grand Prize (Daesang)                           | 7th KBS Entertainment Award                | Kang Ho-dong                                                         | Ganó      |               |
| 2008 | Top Popularity Award                            | 7th KBS Entertainment Award                | Lee Seung-gi                                                         | Ganó      |               |
| 2008 | Best Newcomer in a Variety Show                 | 7th KBS Entertainment Award                | Lee Soo-geun                                                         | Ganó      |               |
| 2008 | Viewer's Choice Program                         | 7th KBS Entertainment Award                | Happy Sunday                                                         | Ganó      |               |
| 2008 | Best Variety Show Writer                        | 7th KBS Entertainment Award                | Lee Woo-jung                                                         | Ganó      |               |
| 2008 | Best Comedian                                   | 15th Korea Entertainment Art Award         | Lee Soo-geun                                                         | Ganó      |               |
| 2008 | Best Program                                    | 15th Korea Entertainment Art Award         | 2 Days & 1 Night Season 1                                            | Ganó      |               |
| 2008 | Grand Prize (Daesang) - TV category             | 44th Baeksang Arts Award                   | Kang Ho-dong                                                         | Ganó      |               |
| 2008 | Best Show Host                                  | 20th Korean PD Award                       | Kang Ho-dong                                                         | Ganó      |               |
| 2008 | Best Entertainment TV Program                   | 35th Korea Broadcasting Award              | Happy Sunday                                                         | Ganó      |               |
| 2007 | Best Entertainer Award                          | 6th KBS Entertainment Award                | Lee Soo-geun                                                         | Ganó      |               |
| 2007 | Top Excellence Idea Corner Award                | 6th KBS Entertainment Award                | 2 Days & 1 Night Season 1                                            | Ganó      |               |

## Producción
El programa es uno de los dos segmentos de "Happy Sunday" (el otro es el programa "The Return of Superman").
El programa ha contado con los directores Na Young-seok (del episodio 1 - 232), Choi Jae-hyung, (233 - 287), Lee Sae-hee (288 - 321), Yu Ho-jin (322 - 447) y actualmente con Yoo Il-yong (desde el episodio 448 hasta ahora). También ha contado con el apoyo de los escritores Lee Woo-jung (del episodio 1 - 232), Choi Jae-yeong, (1 - 287), Lee Sak-yeong (288 - 321) y actualmente con Mun Eun-ae (desde el episodio 322 hasta ahora).
Cuenta con los productores ejecutivos Bak Jung-min y Seo Su-min, la cinematografía está a cargo de Kang Chan-hee.
El tema musical del programa es "Let's Go Paradise".
Cuenta con la dirección creativa de "KBS Art Vision" y "Digital Arts Center for Visual Arts".
Al actor y cantante Lee Ji-hoon, se le ofreció unirse al elenco principal del programa, sin embargo rechazó la oferta, luego de decidir unirse al drama "New Heart".
El 4 de septiembre varios trabajadores de la compañía KBS entraron en huelga, por lo que el programa entró en hiatus indefinidamente.

### Popularidad
Durante la tercera temporada el programa ha ganado mucha popularidad y obtenido altas calificaciones de audiencia.